# Михаил Хониат
Михаил Хониат (на средногръцки: Μιχαήλ Χωνιάτης) е византийски духовник, митрополит на Атина (1182 – 1204), писател и обществен деец, брат на Никита Хониат.
Михаил е роден около 1140 г. в малоазийския град Хон. От ранна възраст учи в Константинопол, където става ученик на Евстатий Катафлор. През 1182 г. е ръкоположен за митрополит на Атина. През 1204 г., след превземането на Константинопол от латините, Михаил Хониат защитава Атинската крепост от нападенията на гръцкия военачалник Лъв Сгур, удържайки града до пристигането на кръстоносната войска на Бонифаций Монфератски през 1205 г. Митрополитът предава града на Бонифаций и се оттегля в манастира „Свети Йоан Предтеча“ на остров Кея, където прекарва по-голямата част от остатъка на живота си в уединение и творческа дейност. През 1217 г. се премества в манастира „Водоница“, близо до Термопилите, където умира през 1222 г.
Михаил Хониат оставя значително творчество, състоящо се главно от теологически съчинения, една поема за град Атина, писма и речи по различни поводи. Предполага се, че той е последният известен притежател на пълните версии на Хекале и Етия от Калимах Киренски.